# Ozon (Hautes-Pyrénées)
Ozon, auf Okzitanisch Audon, ist eine französische Gemeinde mit 243 Einwohnern (Stand: 1. Januar 2022) im Département Hautes-Pyrénées in der Region Okzitanien. Sie gehört zum Kanton La Vallée de l’Arros et des Baïses im Arrondissement Tarbes. Die Bewohner nennen sich Ozonnais.

## Geografie
Der Fluss Arros, in den hier der Bach Lène einmündet, tangiert das Pyrenäendorf auf der westlichen Seite. Der nächste Bahnhof befindet sich in Tournay. Nachbargemeinden sind Tournay im Norden, Burg im Osten, Castéra-Lanusse im Südosten, Chelle-Spou, Ricaud und Lanespède im Süden, Cieutat im Südwesten und Poumarous im Westen.

## Bevölkerungsentwicklung
| Jahr                       | 1962 | 1968 | 1975 | 1982 | 1990 | 1999 | 2005 | 2020 |
| -------------------------- | ---- | ---- | ---- | ---- | ---- | ---- | ---- | ---- |
| Einwohner                  | 443  | 429  | 379  | 353  | 327  | 288  | 268  | 249  |
| Quellen: Cassini und INSEE |      |      |      |      |      |      |      |      |